# 1007 Pawlowia
Az 1007 Pawlowia (ideiglenes jelöléssel 1923 OX) a Naprendszer kisbolygóövében található aszteroida. Vlagyimir Albickij fedezte fel 1923. október 5-én.